# Герб сельского поселения Есинка
Герб муниципального образования сельское поселение «Е́синка» Ржевского района Тверской области Российской Федерации — опознавательно-правовой знак, служащий официальным символом муниципального образования.
Герб утверждён решением Совета депутатов сельского поселения «Есинка» № 89 от 23 мая 2011 года.
Герб внесён в Государственный геральдический регистр Российской Федерации под регистрационным номером 6914.

## Описание герба
«В лазоревом четыре серебряных переплетённых узких перевязи: две правые и две левые, из которых верхняя правая — волнистая; поле между четырьмя перевязями заполнено зеленью и обременено золотой головой петуха с червлёными глазами, гребнем и бородкой».
Герб сельского поселения Есинка, в соответствии с Законом Тверской области от 28 ноября 1996 года № 45 «О гербе и флаге Тверской области» (статья 7), может воспроизводиться в двух равно допустимых версиях:
 — без вольной части;
 — с вольной частью — четырёхугольником, примыкающим изнутри к верхнему краю герба сельского поселения Есинка с воспроизведёнными в нем фигурами из гербового щита Тверской области.
Герб сельского поселения Есинка, в соответствии с Методическими рекомендациями по разработке и использованию официальных символов муниципальных образований (Раздел 2, Глава VIII, п.п. 45-46), утверждёнными Геральдическим советом при Президенте Российской Федерации 28.06.2006 года, может воспроизводиться со статусной короной установленного образца.

## Обоснование символики
Поселок Есинка — центр сельского поселения появился в 1978 году при строительстве птицефабрики, одной из крупнейших в области. Ставшая градообразующим предприятием Ржевская птицефабрика символически отражена центральной фигурой герба — головой петуха.
Петух — традиционный символ хозяина, домовитости, защитника, бдительности.
Геральдические переплетённые фигуры — перевязи образно отражают расположение муниципального образования, через которое проходят транспортные магистрали: автомагистраль Балтия и железные дороги «Москва—Великие Луки—Рига» и «Лихославль—Ржев—Вязьма». Волнистая перевязь указывает великую русскую реку Волгу, которая протекает по северо-восточной границе поселения.
Голубой цвет — символ чести, благородства, духовности, возвышенных устремлений.
Зелёный цвет — символ природы, здоровья, молодости, жизненного роста, надежды.
Золото — символ урожая, богатства, стабильности, уважения и интеллекта
Серебро — символ чистоты, совершенства, мира и взаимопонимания.
Красный цвет — символ труда, силы, мужества, красоты и праздника.
Герб разработан Союзом геральдистов России.
Герб создан авторским коллективом: идея герба — Константин Моченов (Химки), Кирилл Переходенко (Конаково); художник и компьютерный дизайн — Ольга Салова (Москва); обоснование символики — Кирилл Переходенко (Конаково).